# FA Premier liga 2012./13.
FA Premier liga 2012./13. je bila 21. sezona engleske nogometne Premier lige. Započela je 18. kolovoza 2012., a završila 19. svibnja 2013. godine. U njoj se dvokružnim sustavom natjecalo 20 momčadi, koje je sačinjavalo 17 najbolje plasiranih momčadi iz prethodne sezone 2011./12. i 3 momčadi promaknute iz Championship lige - Reading, Southampton i West Ham. Prvenstvo je s 89 bodova osvojio Manchester Utd, kojem je to bio dvadeseti naslov prvaka Engleske u povijesti.

## Momčadi i stadioni
| Momčad              | Grad                | Stadion                    | Kapacitet |
| ------------------- | ------------------- | -------------------------- | --------- |
| Arsenal             | London              | Emirates Stadium           | 60362     |
| Aston Villa         | Birmingham          | Villa Park                 | 42785     |
| Chelsea             | London              | Stamford Bridge            | 41798     |
| Everton             | Liverpool           | Goodison Park              | 40157     |
| Fulham              | London              | Craven Cottage             | 25700     |
| Liverpool           | Liverpool           | Anfield                    | 45276     |
| Manchester City     | Manchester          | City of Manchester Stadium | 55097     |
| Manchester Utd      | Manchester          | Old Trafford               | 75765     |
| Newcastle           | Newcastle upon Tyne | St James' Park             | 52405     |
| Norwich City        | Norwich             | Carrow Road                | 27244     |
| Queens Park Rangers | London              | Loftus Road                | 18439     |
| Reading             | Reading             | Madejski Stadium           | 24197     |
| Southampton         | Southampton         | St Mary's Stadium          | 32689     |
| Stoke City          | Stoke-on-Trent      | Britannia Stadium          | 27740     |
| Sunderland          | Sunderland          | Stadium of Light           | 48707     |
| Swansea             | Swansea             | Liberty Stadium            | 20750     |
| Tottenham           | London              | White Hart Lane            | 36284     |
| West Brom           | West Bromwich       | The Hawthorns              | 26445     |
| West Ham            | London              | Boleyn Ground              | 35016     |
| Wigan Athletic      | Wigan               | DW Stadium                 | 25133     |

## Poredak na kraju sezone
| #   | Momčad          | Ut. | Pob. | N. | Por. | G+ | G- | RG  | Bod. |                                                                             |
| --- | --------------- | --- | ---- | -- | ---- | -- | -- | --- | ---- | --------------------------------------------------------------------------- |
| 1.  | Manchester Utd  | 38  | 28   | 5  | 5    | 86 | 43 | +43 | 89   | Kvalificirali se izravno u grupnu fazu Lige prvaka                          |
| 2.  | Manchester City | 38  | 23   | 9  | 6    | 66 | 34 | +32 | 78   | Kvalificirali se izravno u grupnu fazu Lige prvaka                          |
| 3.  | Chelsea         | 38  | 22   | 9  | 7    | 75 | 39 | +36 | 75   | Kvalificirali se izravno u grupnu fazu Lige prvaka                          |
| 4.  | Arsenal         | 38  | 21   | 10 | 7    | 72 | 37 | +35 | 73   | Kvalificirali se u doigravanje za Ligu prvaka                               |
| 5.  | Tottenham       | 38  | 21   | 9  | 8    | 66 | 46 | +20 | 72   | Kvalificirali se u doigravanje Europske lige                                |
| 6.  | Everton         | 38  | 16   | 15 | 7    | 55 | 40 | +15 | 63   |                                                                             |
| 7.  | Liverpool       | 38  | 16   | 13 | 9    | 71 | 43 | +28 | 61   |                                                                             |
| 8.  | West Brom       | 38  | 14   | 7  | 17   | 53 | 57 | -4  | 49   |                                                                             |
| 9.  | Swansea         | 38  | 11   | 13 | 14   | 47 | 51 | -4  | 46   | Kvalificirali se u treće kolo kvalifikacija za Europsku ligu                |
| 10. | West Ham        | 38  | 12   | 10 | 16   | 45 | 53 | -8  | 46   |                                                                             |
| 11. | Norwich City    | 38  | 10   | 14 | 14   | 41 | 58 | -17 | 44   |                                                                             |
| 12. | Fulham          | 38  | 11   | 10 | 17   | 50 | 60 | -10 | 43   |                                                                             |
| 13. | Stoke City      | 38  | 9    | 15 | 14   | 34 | 45 | -11 | 42   |                                                                             |
| 14. | Southampton     | 38  | 9    | 14 | 15   | 49 | 60 | -11 | 41   |                                                                             |
| 15. | Aston Villa     | 38  | 10   | 11 | 17   | 47 | 69 | -22 | 38   |                                                                             |
| 16. | Newcastle       | 38  | 11   | 8  | 19   | 45 | 68 | -23 | 41   |                                                                             |
| 17. | Sunderland      | 38  | 9    | 12 | 17   | 41 | 54 | -13 | 39   |                                                                             |
| 18. | Wigan           | 38  | 9    | 9  | 20   | 47 | 73 | -26 | 36   | Ispali u Championship, kvalificirali se izravno u grupnu fazu Europske lige |
| 19. | Reading         | 38  | 6    | 10 | 22   | 43 | 73 | -30 | 28   | Ispali u Championship                                                       |
| 20. | QPR             | 38  | 4    | 13 | 21   | 30 | 60 | -30 | 25   | Ispali u Championship                                                       |

## Najbolji strijelci lige
| Poz. | Igrač             | Klub           | Golovi |
| ---- | ----------------- | -------------- | ------ |
| 1    | Robin van Persie  | Manchester Utd | 26     |
| 2    | Luis Suárez       | Liverpool      | 23     |
| 3    | Gareth Bale       | Tottenham      | 21     |
| 4    | Christian Benteke | Aston Villa    | 19     |
| 5    | Michu             | Swansea        | 18     |
| 6    | Romelu Lukaku     | West Brom      | 17     |

## Nagrade
| Nagrada                      | Osvajač       | Klub           |
| ---------------------------- | ------------- | -------------- |
| Menadžer sezone Premier lige | Alex Ferguson | Manchester Utd |
| Igrač sezone Premier lige    | Gareth Bale   | Tottenham      |

## Momčad sezone (u formaciji 4–4–2)
| Golman    | David de Gea (Manchester Utd)     | David de Gea (Manchester Utd)     | David de Gea (Manchester Utd)     | David de Gea (Manchester Utd)     | David de Gea (Manchester Utd)     | David de Gea (Manchester Utd)     | David de Gea (Manchester Utd)    | David de Gea (Manchester Utd)    | David de Gea (Manchester Utd)    | David de Gea (Manchester Utd) | David de Gea (Manchester Utd) | David de Gea (Manchester Utd) |
| Obrana    | Pablo Zabaleta (Manchester City)  | Pablo Zabaleta (Manchester City)  | Pablo Zabaleta (Manchester City)  | Jan Vertonghen (Tottenham)        | Jan Vertonghen (Tottenham)        | Jan Vertonghen (Tottenham)        | Rio Ferdinand (Manchester Utd)   | Rio Ferdinand (Manchester Utd)   | Rio Ferdinand (Manchester Utd)   | Leighton Baines (Everton)     | Leighton Baines (Everton)     | Leighton Baines (Everton)     |
| Vezni red | Juan Manuel Mata (Chelsea)        | Juan Manuel Mata (Chelsea)        | Juan Manuel Mata (Chelsea)        | Eden Hazard (Chelsea)             | Eden Hazard (Chelsea)             | Eden Hazard (Chelsea)             | Michael Carrick (Manchester Utd) | Michael Carrick (Manchester Utd) | Michael Carrick (Manchester Utd) | Gareth Bale (Tottenham)       | Gareth Bale (Tottenham)       | Gareth Bale (Tottenham)       |
| Napad     | Robin van Persie (Manchester Utd) | Robin van Persie (Manchester Utd) | Robin van Persie (Manchester Utd) | Robin van Persie (Manchester Utd) | Robin van Persie (Manchester Utd) | Robin van Persie (Manchester Utd) | Luis Suárez (Liverpool)          | Luis Suárez (Liverpool)          | Luis Suárez (Liverpool)          | Luis Suárez (Liverpool)       | Luis Suárez (Liverpool)       | Luis Suárez (Liverpool)       |